# Tubiluchus philippinensis
Tubiluchus philippinensis är en djurart som tillhör fylumet snabelsäckmaskar, och som beskrevs av van der Land 1985. Tubiluchus philippinensis ingår i släktet Tubiluchus och familjen Tubuluchidae. Inga underarter finns listade i Catalogue of Life.